# Sanoki járás
A Sanoki járás (lengyelül: powiat sanocki) Lengyelország délkeleti részén, a lengyel–szlovák határ mentén fekvő területi közigazgatási és önkormányzati egység. A járás a Kárpátaljai vajdaságban helyezkedik el. A Sanoki járást 1999. január 1-én hozták létre az 1998-as lengyel önkormányzati reform eredményeképpen.
A járás központja és egyben legnagyobb városa Sanok, amely 56 kilométerre délre fekszik a vajdaság központjától, Rzeszówtól. Zagórz a másik város a járásban, amely 6 kilométerre délkeletre található Sanoktól.
A járás területe 1225,12 négyzetkilométer, ahol a 2006-os adatok alapján 94 740 fő élt. Sanok városában 39 481 fő, Zagórzban 4990 fő, míg a vidéki területeken 50 269 fő élt 2006-ban.
A járás nyugatról Krosnói járással, északról Brzozówi járással, északkelet felől Przemyśli járással, kelet felől Leskói járással, míg dél felől Szlovákiával határos.

## Közigazgatási beosztása
Sanok járásban nyolc község (gmina) található, melyek közül egy városi, egy városi-vidéki és hat vidéki jellegű. 
| Község                       | Típus         | Terület (km²) | Népesség (2006) | Székhely       |
| Sanok                        | városi        | 38,2          | 39 481          |                |
| Gmina Sanok                  | vidéki        | 231,4         | 16 802          | Sanok *        |
| Gmina Zagórz                 | városi-vidéki | 160,1         | 12 725          | Zagórz         |
| Gmina Zarszyn                | vidéki        | 106,0         | 9225            | Zarszyn        |
| Gmina Bukowsko               | vidéki        | 138,2         | 5210            | Bukowsko       |
| Gmina Komańcza               | rural         | 455,2         | 5116            | Komańcza       |
| Gmina Besko                  | vidéki        | 27,6          | 4242            | Besko          |
| Gmina Tyrawa Wołoska         | vidéki        | 68,6          | 1939            | Tyrawa Wołoska |
| * seat not part of the gmina |               |               |                 |                |

## Fordítás
Ez a szócikk részben vagy egészben  a   Sanok County című angol Wikipédia-szócikk ezen változatának fordításán alapul.  Az eredeti cikk szerkesztőit annak laptörténete sorolja fel. Ez a jelzés csupán a megfogalmazás eredetét és a szerzői jogokat jelzi, nem szolgál a cikkben szereplő információk forrásmegjelöléseként.